# 중궁 (일본)
중궁 (일본어: 中宮 ちゅうぐう[*])은 일본 천황의 부인의 호칭 중 하나이다.

## 개요
본래, "중궁"이라는 단어의 의미는 <황후의 거처>이다. 그것이 바뀌어, 그곳에 사는 황후 본인을 가리켜 "중궁"이라 부른다. 원래는 한자어로, 중국에서도 같은 의미로 이용되었다.
중궁의 의미는 시대별로 다음과 같이 바뀌었다.
1. 황후, 황태후, 태황태후의 총칭
2. 황태부인의 별칭
3. 황후의 별칭

## 황후ㆍ황태후ㆍ태황태후
황후와 마찬가지로, 황태후ㆍ태황태후도 후위에 있는 것을 보아, 그 거처 및 그곳에 사는 본인의 호칭으로 똑같이 "중궁"이 사용되었다. 다이호 율령에서는 황후ㆍ황태후ㆍ태황태후 세명에게 일괄적으로 봉사하는 관사로서 나카츠카사쇼에 중궁직을 설치하도록 규정하였다.

## 중궁=황태부인 시기
다이호 율령 제정 이후, 여성이 천황에 즉위하는 일이 계속되었고, 황후가 세워지는 일이 없었기 때문에, 중궁직은 실제로 기능하지 않는 상태가 지속되었다. 유일한 남성 천황인 몬무 천황도, 최고위 아내는 부인인 후지와라노 미야코였으며, 황후를 세우진 않았다.
그러나, 진키 원년 (724년)에 쇼무 천황이 즉위하자, 생모인 미야코를 황태부인으로 칭하게 되었는데, 이때 중궁직이 설치되어 황태부인 미야코에게 봉사하게 되었다. 황태후에 준하는 대우로, 황후가 아니었던 어머니의 권위를 높이기 위해 천황이 취한 특별 조치라고 할 수 있다. 이때 후위에 아무도 없었기 때문에 가능했던 조치이기도 했다. 중궁직에 봉사하고 있는 것을 근거로 미야코가 중궁으로 불리기도 했다.
그 후, 덴표 원년 (729년)에 부인 후지와라노 아스카베히메가 황후에 오르자, 미야코에게 부설되어있던 중궁직의 취급이 문제가 되었다. 율령의 규정에 따르면 중궁직은 황후 아스카베히메에게 부설되어야 한다. 그러나, 천황은 황후를 위해서 영외관으로서 황후궁직을 새로 설치하고, 중궁직은 그대로 황태부인 미야코에게 봉사를 계속하게 하는 것을 선택했다. 미야코는 손자인 고켄 천황이 즉위하자 태황태후의 칭호를 받았지만, 그대로 덴표쇼호 6년 (754년) 승하하는 그날까지 계속해서 중궁직에서 봉사했다. 한편, 쇼무의 양위에 따라 황태후가 된 아스카베히메에겐, 재차 신설된 황태후궁직(자미중대)이 부설되어, 덴표호지 4년 (760년)에 승하하는 그날까지, 일관되게 황태후궁직에서 봉사했다.
이 일련의 경위가 그 후의 정례가 되어, 황후에게는 황후궁직이, 황태후에겐 황태후궁직, 태황태후에겐 태황태후궁직, 황태부인에겐 중궁직이 각각 개별적으로 설치되어 봉사하는 형태의 체제가 완성되었다. 참고로, 태황태후궁직의 설치를 사료에서 처음 확인 되는 것은 조간 6년 (864년)에 태황태후가 된 후지와라노 노부코의 때이다.
중궁직이 황태부인 전속 관사가 됨에 따라, 중궁 또한 전적으로 황태부인의 호칭으로 사용되게 되었다. 미야코 이후, 준닌 천황의 생모 타이마노 야마시로부터 다이고 천황의 양모 후지와라노 온시/요시코까지 7명의 황태부인이 등장했는데, 모두 중궁직에서 봉사했다. 그 중 4명은 그 후, 황태후로 바뀌게 되는데, 그때는 다시 황태후궁직이 설치되어 봉사 받았다.

## 중궁=황후 시기
후지와라노 온시가 엔기 7년 (907년)에 승하하자, 황태부인의 지위에 오르는 사람은 없어졌다. 준나 천황의 황후 마사코 내친왕 입후 이후 약 100년, 그 동안 6명의 천황은 모두 황후를 세우지 못했지만, 엔기 23년 (923년), 다이고 천황은 뇨고 후지와라노 온시/야스코를 황후로 책립하고 오랜만에 황후를 부활시켰다. 이때, 황후궁직이 아닌 중궁직이 설치되어 온시를 모시게 했다. 중궁직이 황후에게 설치된 최초의 예이다. 이때 비로소 중궁은 황후의 호칭이 되었다. 온시는 다이고 천황의 붕어와 자신이 낳은 스자쿠 천황의 즉위에 따라 황태후로, 다시 스자쿠가 동복 동생 무라카미 천황에게 양위하자 태황태후로 진봉되었는데, 그 사이 일관되게 중궁직에 봉사되어 중궁으로 불렸다. 중궁직이 율령의 규정에 따라 운용된 최초의 사례이다. 그러나, 동시에 마지막 케이스가 되었다. 이어 무라카미 천황의 황후 후지와라노 안시/야스코, 레이제이 천황의 황후 쇼시/마사코 내친왕도 중궁직에서 봉사했기 때문에, 중궁으로 불렸다.
덴로쿠 4년 (973년)에 엔유 천황이 뇨고 후지와라노 고시/테루코를 황후로 세우면서 황후 쇼시를 황태후로 진봉했는데, 이때 황태후궁직이 부활하면서 쇼시에게 봉사하게 되었다. 고시에게는 중궁직이 부설되고, 이후에는 중궁직은 완전히 황후 전속 관사로 정착한다. 중궁은 오로지 황후의 호칭이 되었던 것이다. 젊은 나이에 사망한 고시를 대신해 황후가 된 후지와라노 준시/노부코 역시 중궁직에서 봉사를 받았기 때문에 중궁으로 불렸다. 이시기에는 황후궁직이 설치되지 않았다.

## 참고문헌
- 하시모토 요시히코 「中宮の意義と沿革」『平安貴族社会の研究』 요시카와 홍문관, 1976년. ISBN 4-642-02067-5
- 쿠라모토 카즈히로 『一条天皇』 요시카와 홍문관 〈人物叢書〉, 2003년. ISBN 4-642-05229-1